# Lobelia oreas
Lobelia oreas är en klockväxtart som beskrevs av Franz Elfried Wimmer. Lobelia oreas ingår i släktet lobelior, och familjen klockväxter.
Artens utbredningsområde är KwaZulu-Natal. Inga underarter finns listade i Catalogue of Life.